# ارتم تسوروپین
ارتم تسوروپین (اوکراینی: Артем Германович Цурупін؛ زادهٔ ۱۶ ژوئیهٔ ۱۹۹۲) بازیکن فوتبال اهل اوکراین است.